# レッドバロン (企業)

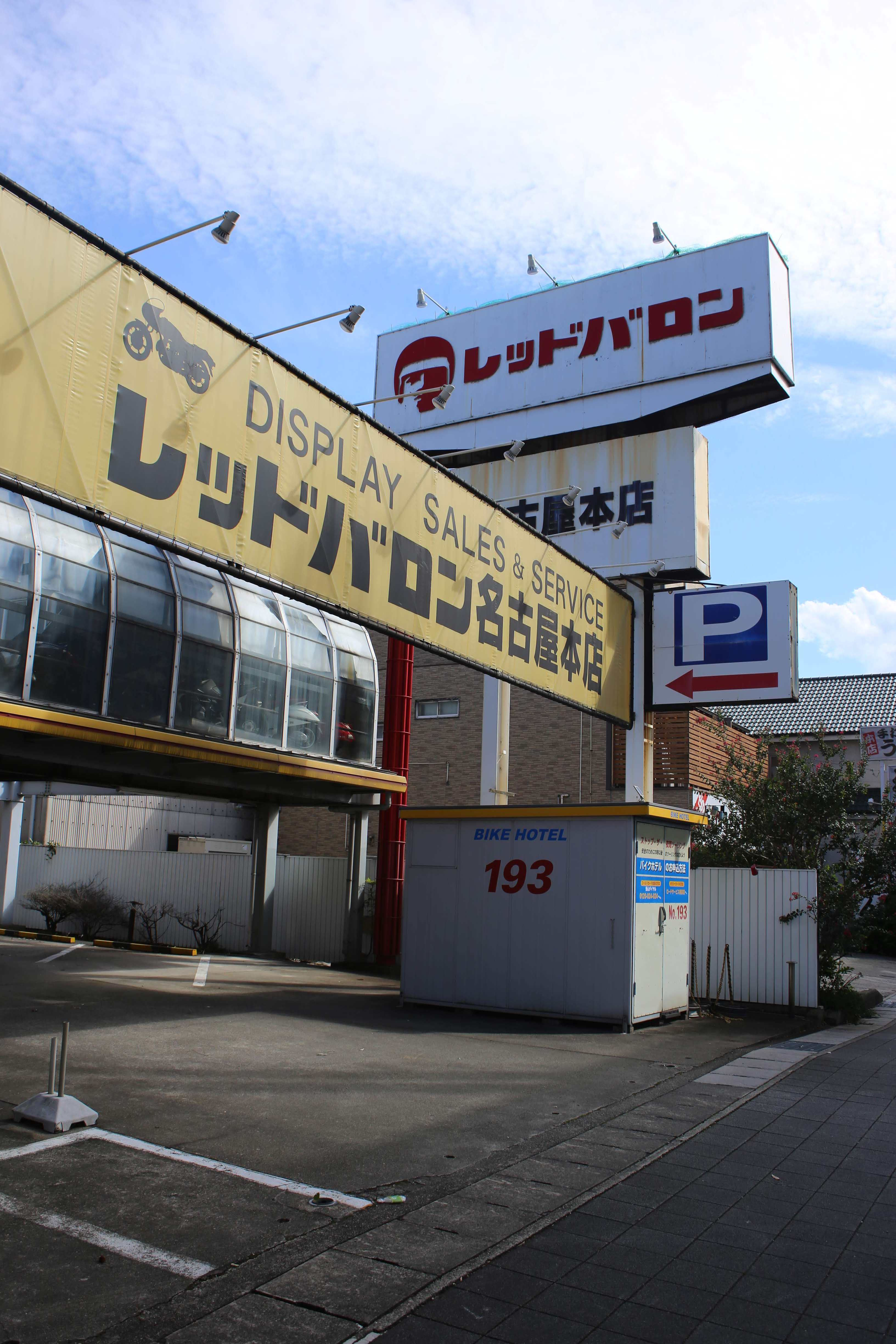
レッドバロン名古屋本店（愛知県名古屋市、2018年（平成30年）10月）

株式会社レッドバロン（英: RED BARON Co.,Ltd.）は、オートバイの販売、買取の全国直営店を主な事業として展開する日本の企業。愛知県岡崎市に本社を置く。2004年に現社名に改称。

## 概略
2022年（令和4年）1月1日現在で沖縄県を除く全国直営306店舗のオートバイ販売店を展開している企業で、近年の二輪車販売では業界最大手である。オートバイ販売以外の事業としてライダー向けのホテル・レストラン・サーキット・ライディングスクールなどの運営も行う。
社名は、第一次世界大戦で活躍したドイツ空軍のパイロットで同時代の撃墜王としても名高いマンフレート・フォン・リヒトホーフェンにちなむ。
2022年（令和4年）時点で、タイ王国やハンガリーなどの海外にも営業拠点を構えている。
2024年（令和6年）9月24日、アメリカの投資会社ベインキャピタルに買収されることを発表。創業者である杉浦斉が2023年（令和5年）8月に死去したことに伴う事業承継が課題だった経営陣とレッドバロンの将来性に注目したベインキャピタル双方の思惑が一致したためと見られる。2024年内に創業家が保有している本企業の株式の過半数をベインキャピタルに譲渡する予定。

## 取り扱いメーカー

### 国内メーカー
ヤマハ - ホンダ - スズキ - カワサキ（海外輸出仕様車も含む）

### 海外メーカー
アプリリア（伊） - BMW（独） - ドゥカティ（伊） - ハーレーダビッドソン（米） - ヒョースン（韓） - KTM（奥） - モト・グッツィ（伊） - MVアグスタ（伊） - ピアッジオ/ジレラ（伊） - トライアンフ （英） - ベスパ（伊） - リーマントライク（米） - EML TRIKE
出典

## 沿革
- 1972年（昭和47年）
  - 「ヤマハオートセンター株式会社」設立
- 1976年（昭和51年）
  - 貿易部を設立、並行輸入車の販売を開始
- 1982年（昭和57年）
  - 同社オリジナル商品として、「ヤマハ・RZ250“YAC-LIMITED”」（YACは「ヤマハオートセンター」の略）を発売
- 1989年（平成元年）
  - 全国100店舗達成
- 1998年（平成10年）
  - 全国直営200店舗達成
  - それまで行っていた「全国無料ロードサービス」を150kmから200kmに拡大
- 1999年（平成11年）
  - 「北海道無料ロードサービス」を実施
- 2002年（平成14年）
  - 全店舗の直営化達成
- 2003年（平成15年）
  - 同社オリジナルの商品として、「スズキ・グラストラッカー“アイスマン”」を発売
  - レッドバロンカスタムマシンブランド「RED BRO」を立ち上げ
- 2004年（平成16年）
  - 商号を現在の「株式会社レッドバロン」に変更
  - 同社オリジナル商品として、「スズキ・ボルティー“ビビッド”」を発売
- 2005年（平成17年）
  - 輸入車の2年間保証制度を開始（一部車種を除く）
- 2006年（平成18年） 
  - 「レッドバロン松江」のオープンにより、沖縄県を除く全都道府県への出店を達成
  - オートバイ用ガレージ付賃貸マンション「ライダーズマンション練馬」を「レッドバロン練馬」の上部にプロデュース
  - 全国直営250店舗達成
  - （株）エース興業が所有し、2004年（平成16年）12月に閉鎖された那須モータースポーツランド（栃木県）を取得。2006年（平成18年）7月に営業を開始
  - 簡易宿泊施設バイクステーション倉敷をオープン
  - 同社オリジナルの商品として、「スズキ・グラストラッカー“アイスマン2”」を発売
  - カリスマメンズブランド「マスターマインド･ジャパン」とのコラボレーションカスタムスクーターCP250MMJを3,150,000円で発売
- 2007年（平成19年）
  - 韓国のオートバイメーカー、ヒョースンモーター（現在のS&Tモータース）の車両を取り扱い開始
  - 距離無制限＆永久無料のツーリングサービスを開始
  - レッドバロン携帯サイトオープン
- 2008年（平成20年）
  - 免許応援キャンペーンを実施
  - ツーリング施設「カイザーベルク 城ケ崎」（静岡県伊東市）が営業を開始（同時にタイ料理レストラン ナムチャイ城ケ崎も営業を開始）
  - 中古車3年間修理保証を開始
- 2009年（平成21年）
  - ツーリング施設「カイザーベルクびわ湖」（滋賀県近江八幡市）が営業を開始
  - ツーリング施設「カイザーベルク阿蘇」（熊本県阿蘇市）が営業を開始
  - 全国直営300店達成記念セールを実施
- 2010年（平成22年）
  - オートバイ用品専門店としては2店舗目となるパーツショップ四條畷をオープン
- 2011年（平成23年）
  - バイク買取専門店ホワイトナイトと業務提携
  - フリーペーパー「RB（アール・ビー）」をプレ創刊
- 2012年（平成24年）
  - 「サーモスーツ」導入開始
- 2013年（平成25年）
  - ツーリング施設「カイザーベルク三河・寺部海岸」（愛知県西尾市）が営業を開始
- 2014年（平成26年）
  - ツーリング施設「カイザーベルク御宿・月の沙漠」（千葉県夷隅郡）が営業を開始
  - 「ライディングスクール岡崎」が営業を開始
- 2015年（平成27年）
  - ツーリング施設「バイクステーション帯広」が営業を開始
- 2016年（平成28年）
  - ツーリング施設「カイザーベルク海の家」が営業を開始
- 2024年（令和6年）
  - 創業家が保有している株式の過半数をベインキャピタルに譲渡予定[4][5]。

## ギャラリー

### レッドバロン店舗の一例
- レッドバロン兵庫西店（兵庫県姫路市、2010年（平成22年）8月）
- レッドバロン高井田店（大阪府東大阪市、2014年（平成26年）5月）